# Kaltennordheim
Kaltennordheim è una città di 5 706 abitanti della Turingia, in Germania.
Appartiene al circondario di Smalcalda-Meiningen ed è amministrata dalla Verwaltungsgemeinschaft Hohe Rhön.

## Storia
Fino al 1º gennaio 2019 la città apparteneva al circondario della Wartburg; in tale data passò al circondario di Smalcalda-Meiningen. Contemporaneamente entrò a far parte della Verwaltungsgemeinschaft Hohe Rhön e vi vennero aggregati i comuni di Aschenhausen, Kaltensundheim, Kaltenwestheim, Melpers, Oberkatz e Unterweid.